# Wolfsheim, Mainz-Bingen
Wolfsheim là một đô thị thuộc huyện Mainz-Bingen, bang Rheinland-Pfalz, phía tây nước Đức. Đô thị Wolfsheim, Mainz-Bingen có diện tích 4,99 km², dân số thời điểm ngày 31 tháng 12 năm 2006 là 701 người.